# Faro de Punta Insua
El faro de Punta Insua (también denominado faro de Lariño) es un faro situado en la Punta Insua, en Lariño, Carnota, en la provincia de La Coruña, Galicia, España. Está gestionado por la autoridad portuaria de Villagarcía de Arosa.

## Historia
Se construyó en para enlazar los faros de Corrubedo y de Finisterre, debido a la dificultad que tiene la navegación en esa parte de la costa. En 1894 se determinó la necesidad de su construcción, pero no se finalizó hasta 1913. A pesar de haberse terminado en esa fecha, se inauguró en 1921, electrificándose en 1947.